# Reformatio in pejus
Förbudet mot Reformatio in pejus (lat.: förändring till det sämre) är en processrättslig princip som säger att domstolen vid ett överklagande inte får döma en part till en allvarligare rättsföljd än denne fått i en underinstans, om det endast är denna part som överklagat. Syftet med principen är att en part inte ska förlora på att få saken prövad än en gång om domen anses felaktig.
I brottmål innebär detta att den tilltalade inte kan dömas till ett hårdare straff om endast han eller hon överklagar. Principen gäller inte om åklagaren också överklagar domen eller ensam väljer att överklaga domen. Principen är lagstadgad i Rättegångsbalken (1942:740) [cit. RB] 51 kap 25 § st 1.
I tvistemål innebär det i en fullgörelsetalan att svaranden inte kan dömas att utge mer än han eller hon förpliktats att utge i underinstans. Principen anses kunna utläsas genom att läsa RB 17 kap 3 § samt 50 kap 1, 2 §§ tillsammans.

## Rättsfall
Riksåklagaren hade överklagat hovrätts dom innebärande reformation in pejus. Högsta domstolen ändrade domen.